# Ruine Sissacherfluh
Das Refugium Sissacherfluh ist die Ruine einer Höhenburganlage im Ergolztal im Schweizer Kanton Basel-Landschaft.

## Lage
Knapp 2 Kilometer nördlich von Sissach bei 699 m ü. M. auf den Felsen der weithin sichtbaren Sissacher Fluh liegen die Reste des Refugiums Sissacherfluh. Die Anlage ist auf der Südost-, Süd- und Westseite durch lotrechte Felswände und steiles Gelände geschützt. Sie ist von Sissach oder der Busstation Sissacherfluh her auf Wander- und Fusswegen gut zu erreichen und bietet einen herrlichen Blick bis zu den Alpen (Aussichtspunkt mit Panoramatafel).

## Anlage und Geschichte
Die Wehranlage Sissacherfluh wurde über Jahrtausende in mehreren Phasen genutzt: Entsprechend wurden die Spuren der älteren Installationen stark gestört. Grob sind folgende Nutzungs- und Ausbauperioden nachzuweisen:
- Eine erste Nutzung dürfte in der späten Bronzezeit erfolgt sein. Hiervon wurden wenige Reste von Pfostenhäusern im Westteil der Anlage entdeckt.

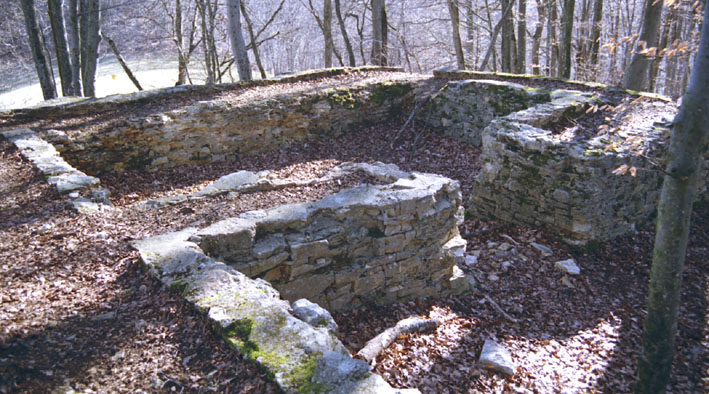
(Wohn-)turm der Wehranlage Sissacherfluh (März 2010)

- Die hauptsächliche Nutzung erfolgte wohl im Frühmittelalter: Eine 2 Meter dicke Wehrmauer (zweischalig mit Erdfüllung) mit Tor und Turm an den Nordecken wurde auf der flach ansteigenden Nordseite zum Schutze der ganzen Fläche von 2,8 Hektaren erbaut. Diese muss weit höher gewesen sein, als heute die konservierten Reste erahnen lassen, denn in regelmässigen Abständen wurden auf der Innenseite Treppenpfeiler angefügt, die das rasche Bemannen des Wehrganges auf der Mauer ermöglichten. (Wohn-)turm der Wehranlage Sissacherfluh (März 2010)Der Turm in der Nordecke wies einen ebenerdigen Zugang auf und war vielleicht sogar bewohnbar. Weitere Torspuren im nördlichen Vorgelände der Anlage lassen sogar die Vermutung einer massiven, aber unvollendeten Vergrösserung des Refugiums aufkommen.
- Die letzte Nutzung ab dem Dreissigjährigen Krieg: Als Teil des eidgenössischen Warn- und Meldesystems wurde eine Hochwacht aufgebaut. Von dieser sind noch Mauervierecke nahe der Fluh beim Aussichtspunkt erhalten. Diese Hochwacht war vermutlich durch den inzwischen abgeflachten, aber noch gut sichtbaren Doppelwall um das äusserste Ende der Fluh geschützt: Meyer vermutet, dass dieser Doppelwall schon im Frühmittelalter bestand und für die Hochwacht erneut in Stand gesetzt wurde.

Da die wesentlichen Teile der Anlage aus vorgeschichtlicher Zeit stammen (keine schriftlichen Überlieferungen), ist zur Geschichte wenig bekannt. 1936 wurde die Anlage – als Teil des kantonalen Arbeitslagers (Beschäftigungsprogramm für Arbeitslose) -- weitgehend ausgegraben, was sich wegen der grossen Fläche als schwierig und aufwendig erwies.
Der Gemeinderat Sissach beschloss 2015, zusammen mit der Fritz Pümpin-Stiftung und der Kantonsarchäologie Baselland die Ruinen in geeigneter Form zu beschriften. Das Projekt soll im Jahre 2016 umgesetzt werden.

## Belege
1. ↑  Dokumentation in der Volksstimme von Sissach